# Тюрюч, Дениз
Дениз Тюрюч (тур. и нидерл. Deniz Türüç; 29 января 1993 года, Энсхеде) — турецкий и нидерландский футболист, полузащитник клуба «Истанбул Башакшехир» и сборной Турции.

## Клубная карьера
Дениз Тюрюч начинал свою профессиональную карьеру футболиста в 2012 году в нидерландском клубе «Гоу Эхед Иглз», выступавшем тогда в Первом дивизионе. 4 августа 2013 года он дебютировал в Эредивизи, выйдя в стартовом составе в гостевом поединке против «Утрехта». 5 октября того же года Дениз забил свой первый гол на высшем уровне, открыв счёт в домашней игре с НЕК.
По итогам сезона 2014/15 «Гоу Эхед Иглз» вылетел из Эредивизи, а Дениз Тюрюч перешёл в «Кайсериспор», вернувшийся в турецкую Суперлигу. В сезоне 2016/17 он с 11 голами стал вторым бомбардиром команды после Веллитона.

## Карьера в сборной
27 марта 2017 года Дениз Тюрюч дебютировал в составе сборной Турции в домашнем товарищеском матче против команды Молдовы, выйдя на замену на 65-й минуте поединка.